# René Higuita
José René Higuita Zapata (Medellín, 27 agosto 1966) è un ex calciatore e allenatore di calcio colombiano, di ruolo portiere.

## Biografia
La sua vita fu segnata anche da avvenimenti e comportamenti discutibili: nel 1993 fu tratto in arresto perché fece da mediatore in un sequestro senza avvisare la polizia, rimanendo in carcere sette mesi; il 23 novembre 2004 fu trovato positivo alla cocaina in un test antidoping, mentre disputava il campionato ecuadoriano.
Nel 2005 ha partecipato al reality show colombiano La isla de los famosos: Una aventura pirata, simile a L'isola dei famosi. L'11 marzo 2011 si è candidato a sindaco di Guarne, un piccolo comune vicino a Medellín.

## Caratteristiche tecniche

### Giocatore
Portiere estroso, la sua fama è legata soprattutto al celebre colpo dello scorpione, un modo tutto originale di parare da lui ideato: in pratica, esso consisteva nel lasciare andare la palla fin dietro la sua testa e colpirla in tuffo con entrambe le suole delle scarpe; celebre la parata sul pallonetto di Jamie Redknapp durante la partita amichevole Inghilterra-Colombia, conclusasi sullo 0-0, del 1995.
Realizzò 3 gol in 68 partite ufficiali in nazionale; in carriera ha segnato un totale di 41 reti.

## Carriera

### Giocatore

#### Club
Dopo una serie di esperienze con squadre amatoriali, debuttò con il Millonarios poi con l'Atlético Nacional di Medellín, dove rimase fino al 1992, vincendo un Campionato colombiano, una Coppa Libertadores e una Coppa Interamericana, e giocando la finale di Coppa Intercontinentale persa contro il Milan di Sacchi. In seguito fu per una stagione al Real Valladolid, in Spagna, e ritornò nella società che lo aveva lanciato, con cui sollevò un'altra Coppa Interamericana. Nel 1996 si trasferì in Messico poi in Ecuador, dove rimase fino al 2004. Proseguì girando annualmente di squadra in squadra fino al 2005: a seguito di un test antidroga fallito mentre militava nell’Aucas, decise di ritirarsi.
Nel 2007, a 41 anni, è tornato a giocare firmando per i venezuelani del Guaros de Lara. Nel gennaio 2008 si è accordato con i colombiani del Deportivo Rionegro e, l'11 luglio con il Deportivo Pereira. Nel 2009, a 43 anni, Higuita si ritirò definitivamente.

#### Nazionale
Già dal 1990 diventa il portiere titolare della Colombia con cui partecipa in quell'anno ai Mondiali in Italia. Qui è protagonista di un ottimo torneo fino alla "papera" che, agli ottavi di finale, costa ai sudamericani l'eliminazione a opera del Camerun; Higuita giunge fino a centrocampo, dove l'attaccante avversario Roger Milla gli ruba il pallone, realizzando una comoda rete a porta sguarnita. Fino a quel momento il portiere era stato uno dei maggiori artefici dei buoni risultati della sua nazionale, parando un rigore nella gara persa 1-0 contro la Jugoslavia e risultando tra i migliori in campo nell'1-1 tra i Cafeteros e la Germania Ovest, poi vincitrice dell'edizione.
Ha successivamente disputato la Copa America 1991, dove la Colombia si è classificata quarta; la sua ultima convocazione fu per l’edizione del 1999 della stessa competizione.
Spesso Higuita batteva i calci piazzati anche della sua nazionale, dove in totale ha realizzato tre reti in 68 presenze.

### Allenatore
Nel dicembre 2008 diventa preparatore dei portieri del Real Valladolid. Il 12 gennaio 2012 va a ricoprire lo stesso ruolo nella squadra saudita dell'Al-Nassr. Dal 2017 allena gli estremi difensori dell'Atlético Nacional.

## Statistiche

### Cronologia presenze e reti in nazionale
| Cronologia completa delle presenze e delle reti in nazionale ― Colombia | Cronologia completa delle presenze e delle reti in nazionale ― Colombia | Cronologia completa delle presenze e delle reti in nazionale ― Colombia | Cronologia completa delle presenze e delle reti in nazionale ― Colombia | Cronologia completa delle presenze e delle reti in nazionale ― Colombia | Cronologia completa delle presenze e delle reti in nazionale ― Colombia | Cronologia completa delle presenze e delle reti in nazionale ― Colombia | Cronologia completa delle presenze e delle reti in nazionale ― Colombia |
| Data                                                                    | Città                                                                   | In casa                                                                 | Risultato                                                               | Ospiti                                                                  | Competizione                                                            | Reti                                                                    | Note                                                                    |
| ----------------------------------------------------------------------- | ----------------------------------------------------------------------- | ----------------------------------------------------------------------- | ----------------------------------------------------------------------- | ----------------------------------------------------------------------- | ----------------------------------------------------------------------- | ----------------------------------------------------------------------- | ----------------------------------------------------------------------- |
| 11-6-1987                                                               | Medellín                                                                | Colombia                                                                | 1 – 0                                                                   | Ecuador                                                                 | Amichevole                                                              | -                                                                       |                                                                         |
| 1-7-1987                                                                | Rosario                                                                 | Colombia                                                                | 1 – 0                                                                   | Bolivia                                                                 | Coppa America 1987 - 1º turno                                           | -                                                                       | Ammonizione                                                             |
| 5-7-1987                                                                | Rosario                                                                 | Colombia                                                                | 3 – 0                                                                   | Paraguay                                                                | Coppa America 1987 - 1º turno                                           | -                                                                       |                                                                         |
| 8-7-1987                                                                | Córdoba                                                                 | Cile                                                                    | 2 – 1 dts                                                               | Colombia                                                                | Coppa America 1987 - 1º turno                                           | -2                                                                      |                                                                         |
| 11-7-1987                                                               | Buenos Aires                                                            | Argentina                                                               | 1 – 2                                                                   | Colombia                                                                | Coppa America 1987 - Finale 3º posto                                    | -1                                                                      |                                                                         |
| 30-3-1988                                                               | Armenia                                                                 | Colombia                                                                | 3 – 0                                                                   | Canada                                                                  | Amichevole                                                              | -                                                                       |                                                                         |
| 14-5-1988                                                               | Miami                                                                   | Stati Uniti                                                             | 0 – 2                                                                   | Colombia                                                                | Amichevole                                                              | -                                                                       |                                                                         |
| 17-5-1988                                                               | Glasgow                                                                 | Scozia                                                                  | 1 – 1                                                                   | Colombia                                                                | Coppa Stanley Rous 1988                                                 | -1                                                                      |                                                                         |
| 19-5-1988                                                               | Helsinki                                                                | Finlandia                                                               | 1 – 3                                                                   | Colombia                                                                | Amichevole                                                              | -1; 1                                                                   |                                                                         |
| 24-5-1988                                                               | Londra                                                                  | Inghilterra                                                             | 1 – 1                                                                   | Colombia                                                                | Coppa Stanley Rous 1988                                                 | -1                                                                      |                                                                         |
| 7-8-1988                                                                | Bogotà                                                                  | Colombia                                                                | 2 – 1                                                                   | Uruguay                                                                 | Amichevole                                                              | -1                                                                      |                                                                         |
| 3-2-1989                                                                | Pereira                                                                 | Colombia                                                                | 1 – 0                                                                   | Perù                                                                    | Amichevole                                                              | -; 1                                                                    |                                                                         |
| 5-2-1989                                                                | Armenia                                                                 | Colombia                                                                | 1 – 0                                                                   | Cile                                                                    | Amichevole                                                              | -                                                                       |                                                                         |
| 9-3-1989                                                                | Barranquilla                                                            | Colombia                                                                | 1 – 0                                                                   | Argentina                                                               | Amichevole                                                              | -                                                                       |                                                                         |
| 24-6-1989                                                               | Miami                                                                   | Stati Uniti                                                             | 0 – 1                                                                   | Colombia                                                                | Amichevole                                                              | -                                                                       |                                                                         |
| 27-6-1989                                                               | Miami                                                                   | Colombia                                                                | 4 – 0                                                                   | Haiti                                                                   | Amichevole                                                              | -                                                                       |                                                                         |
| 3-7-1989                                                                | Salvador                                                                | Colombia                                                                | 4 – 2                                                                   | Venezuela                                                               | Coppa America 1989 - 1º turno                                           | -2; 1                                                                   |                                                                         |
| 5-7-1989                                                                | Salvador                                                                | Paraguay                                                                | 1 – 0                                                                   | Colombia                                                                | Coppa America 1989 - 1º turno                                           | -1                                                                      |                                                                         |
| 7-7-1989                                                                | Salvador                                                                | Brasile                                                                 | 0 – 0                                                                   | Colombia                                                                | Coppa America 1989 - 1º turno                                           | -                                                                       |                                                                         |
| 9-7-1989                                                                | Recife                                                                  | Perù                                                                    | 1 – 1                                                                   | Colombia                                                                | Coppa America 1989 - 1º turno                                           | -1                                                                      |                                                                         |
| 6-8-1989                                                                | Montevideo                                                              | Uruguay                                                                 | 0 – 0                                                                   | Colombia                                                                | Amichevole                                                              | -                                                                       |                                                                         |
| 20-8-1989                                                               | Barranquilla                                                            | Colombia                                                                | 2 – 0                                                                   | Ecuador                                                                 | Qual. Mondiali 1990                                                     | -                                                                       |                                                                         |
| 27-8-1989                                                               | Asunción                                                                | Paraguay                                                                | 2 – 1                                                                   | Colombia                                                                | Qual. Mondiali 1990                                                     | -2                                                                      |                                                                         |
| 3-9-1989                                                                | Guayaquil                                                               | Ecuador                                                                 | 0 – 0                                                                   | Colombia                                                                | Qual. Mondiali 1990                                                     | -                                                                       |                                                                         |
| 17-9-1989                                                               | Barranquilla                                                            | Colombia                                                                | 2 – 1                                                                   | Paraguay                                                                | Qual. Mondiali 1990                                                     | -1                                                                      |                                                                         |
| 15-10-1989                                                              | Barranquilla                                                            | Colombia                                                                | 1 – 0                                                                   | Israele                                                                 | Qual. Mondiali 1990                                                     | -                                                                       |                                                                         |
| 30-10-1989                                                              | Tel Aviv                                                                | Israele                                                                 | 0 – 0                                                                   | Colombia                                                                | Qual. Mondiali 1990                                                     | -                                                                       |                                                                         |
| 2-2-1990                                                                | Miami                                                                   | Colombia                                                                | 0 – 2                                                                   | Uruguay                                                                 | Marlboro Cup 1990 (Miami) - Semifinale                                  | -2                                                                      |                                                                         |
| 4-2-1990                                                                | Miami                                                                   | Stati Uniti                                                             | 1 – 1 dts (8 – 9 dtr)                                                   | Colombia                                                                | Marlboro Cup 1990 (Miami) - Finale 3º posto                             | -1                                                                      |                                                                         |
| 20-2-1990                                                               | Los Angeles                                                             | Colombia                                                                | 0 – 0 dts (4 – 2 dtr)                                                   | Unione Sovietica                                                        | Marlboro Cup 1990 (Los Angeles) - Semifinale                            | -                                                                       |                                                                         |
| 4-5-1990                                                                | Chicago                                                                 | Colombia                                                                | 2 – 1                                                                   | Polonia                                                                 | Marlboro Cup 1990 (Chicago) - Semifinale                                | -1                                                                      |                                                                         |
| 26-5-1990                                                               | Il Cairo                                                                | Egitto                                                                  | 1 – 1                                                                   | Colombia                                                                | Amichevole                                                              | -1                                                                      |                                                                         |
| 2-6-1990                                                                | Budapest                                                                | Ungheria                                                                | 3 – 1                                                                   | Colombia                                                                | Amichevole                                                              | -3                                                                      |                                                                         |
| 9-6-1990                                                                | Bologna                                                                 | Colombia                                                                | 2 – 0                                                                   | Emirati Arabi Uniti                                                     | Mondiali 1990 - 1º turno                                                | -                                                                       |                                                                         |
| 14-6-1990                                                               | Bologna                                                                 | Jugoslavia                                                              | 1 – 0                                                                   | Colombia                                                                | Mondiali 1990 - 1º turno                                                | -1                                                                      |                                                                         |
| 19-6-1990                                                               | Milano                                                                  | Germania Ovest                                                          | 1 – 1                                                                   | Colombia                                                                | Mondiali 1990 - 1º turno                                                | -1                                                                      |                                                                         |
| 23-6-1990                                                               | Napoli                                                                  | Camerun                                                                 | 2 – 1 dts                                                               | Colombia                                                                | Mondiali 1990 - Ottavi di finale                                        | -2                                                                      |                                                                         |
| 29-1-1991                                                               | Miami                                                                   | Messico                                                                 | 0 – 0 (5 – 4 dtr)                                                       | Colombia                                                                | Amichevole                                                              | -                                                                       |                                                                         |
| 3-2-1991                                                                | Miami                                                                   | Colombia                                                                | 2 – 3                                                                   | Svizzera                                                                | Amichevole                                                              | -3                                                                      |                                                                         |
| 5-6-1991                                                                | Solna                                                                   | Svezia                                                                  | 2 – 2                                                                   | Colombia                                                                | Amichevole                                                              | -2                                                                      |                                                                         |
| 25-6-1991                                                               | San José                                                                | Costa Rica                                                              | 0 – 1                                                                   | Colombia                                                                | Amichevole                                                              | -                                                                       |                                                                         |
| 7-7-1991                                                                | Valparaíso                                                              | Colombia                                                                | 1 – 0                                                                   | Ecuador                                                                 | Coppa America 1991 - 1º turno                                           | -                                                                       |                                                                         |
| 11-7-1991                                                               | Viña del Mar                                                            | Colombia                                                                | 0 – 0                                                                   | Bolivia                                                                 | Coppa America 1991 - 1º turno                                           | -                                                                       |                                                                         |
| 13-7-1991                                                               | Viña del Mar                                                            | Colombia                                                                | 2 – 0                                                                   | Brasile                                                                 | Coppa America 1991 - 1º turno                                           | -                                                                       |                                                                         |
| 15-7-1991                                                               | Viña del Mar                                                            | Uruguay                                                                 | 1 – 0                                                                   | Colombia                                                                | Coppa America 1991 - 1º turno                                           | -1                                                                      |                                                                         |
| 17-7-1991                                                               | Santiago del Cile                                                       | Cile                                                                    | 1 – 1                                                                   | Colombia                                                                | Coppa America 1991 - Girone finale                                      | -1                                                                      |                                                                         |
| 19-7-1991                                                               | Santiago del Cile                                                       | Brasile                                                                 | 2 – 0                                                                   | Colombia                                                                | Coppa America 1991 - Girone finale                                      | -2                                                                      |                                                                         |
| 21-7-1991                                                               | Santiago del Cile                                                       | Argentina                                                               | 2 – 1                                                                   | Colombia                                                                | Coppa America 1991 - Girone finale                                      | -2                                                                      |                                                                         |
| 24-3-1993                                                               | San Cristóbal                                                           | Venezuela                                                               | 0 – 0                                                                   | Colombia                                                                | Amichevole                                                              | -                                                                       |                                                                         |
| 8-2-1995                                                                | Milton                                                                  | Australia                                                               | 0 – 0                                                                   | Colombia                                                                | Amichevole                                                              | -                                                                       |                                                                         |
| 31-1-1995                                                               | Hong Kong                                                               | Corea del Sud                                                           | 1 – 0                                                                   | Colombia                                                                | Carlsberg Cup 1995                                                      | -                                                                       |                                                                         |
| 11-2-1995                                                               | Sydney                                                                  | Australia                                                               | 0 – 1                                                                   | Colombia                                                                | Amichevole                                                              | -                                                                       | 46’                                                                     |
| 22-3-1995                                                               | Medellín                                                                | Colombia                                                                | 2 – 1                                                                   | Uruguay                                                                 | Amichevole                                                              | -1                                                                      |                                                                         |
| 21-6-1995                                                               | Washington                                                              | Messico                                                                 | 0 – 0                                                                   | Colombia                                                                | U.S. Cup 1995                                                           | -                                                                       |                                                                         |
| 25-6-1995                                                               | Piscataway                                                              | Stati Uniti                                                             | 0 – 0                                                                   | Colombia                                                                | U.S. Cup 1995                                                           | -                                                                       |                                                                         |
| 7-7-1995                                                                | Rivera                                                                  | Perù                                                                    | 1 – 1                                                                   | Colombia                                                                | Coppa America 1995 - 1º turno                                           | -1                                                                      |                                                                         |
| 10-7-1995                                                               | Rivera                                                                  | Colombia                                                                | 1 – 0                                                                   | Ecuador                                                                 | Coppa America 1995 - 1º turno                                           | -                                                                       |                                                                         |
| 13-7-1995                                                               | Rivera                                                                  | Brasile                                                                 | 3 – 0                                                                   | Colombia                                                                | Coppa America 1995 - 1º turno                                           | -3                                                                      | [ 6 ]                                                                   |
| 16-7-1995                                                               | Montevideo                                                              | Colombia                                                                | 1 – 1 (5 – 4 dtr)                                                       | Paraguay                                                                | Coppa America 1995 - Quarti di finale                                   | -1                                                                      |                                                                         |
| 19-7-1995                                                               | Montevideo                                                              | Uruguay                                                                 | 2 – 0                                                                   | Colombia                                                                | Coppa America 1995 - Semifinale                                         | -2                                                                      |                                                                         |
| 22-7-1995                                                               | Montevideo                                                              | Colombia                                                                | 4 – 1                                                                   | Stati Uniti                                                             | Coppa America 1995 - Finale 3º posto                                    | -1                                                                      |                                                                         |
| 6-9-1995                                                                | Londra                                                                  | Inghilterra                                                             | 0 – 0                                                                   | Colombia                                                                | Amichevole                                                              | -                                                                       |                                                                         |
| 6-3-1996                                                                | Miami                                                                   | Colombia                                                                | 2 – 1                                                                   | Honduras                                                                | Amichevole                                                              | -1                                                                      |                                                                         |
| 28-3-1996                                                               | Medellín                                                                | Colombia                                                                | 4 – 1                                                                   | Bolivia                                                                 | Amichevole                                                              | -1                                                                      |                                                                         |
| 7-9-1997                                                                | Miami                                                                   | Colombia                                                                | 2 – 2                                                                   | El Salvador                                                             | Amichevole                                                              | -2                                                                      |                                                                         |
| 8-10-1997                                                               | Oslo                                                                    | Norvegia                                                                | 0 – 0                                                                   | Colombia                                                                | Amichevole                                                              | -                                                                       |                                                                         |
| 17-6-1999                                                               | Manizales                                                               | Colombia                                                                | 3 – 3                                                                   | Perù                                                                    | Amichevole                                                              | -3                                                                      |                                                                         |
| 7-7-1999                                                                | Luque                                                                   | Colombia                                                                | 2 – 1                                                                   | Ecuador                                                                 | Coppa America 1999 - 1º turno                                           | -1                                                                      |                                                                         |
| Totale                                                                  |                                                                         | Presenze                                                                | 68                                                                      |                                                                         | Reti                                                                    | -54; 3                                                                  |                                                                         |

## Palmarès

### Giocatore

#### Club

##### Competizioni nazionali
- Campionato colombiano: 2

Atlético Nacional: 1991, 1994

##### Competizioni internazionali
- Coppa Libertadores: 1

Atlético Nacional: 1989
- Coppa Interamericana: 2

Atlético Nacional: 1989, 1995

#### Individuale
- Equipo Ideal de América: 2

1989, 1990
- Inserito nelle "Leggende" del Golden Foot (2009)